# Трёхизб-Шемурша
Трёхи́зб-Шемурша́ (чув. Виçпӳрт Шăмăршă) — деревня в Шемуршинском районе Чувашской Республики России. Входит в состав Малобуяновского сельского поселения.

## География
Деревня находится в юго-восточной части Чувашии, в пределах Чувашского плато, в зоне хвойно-широколиственных лесов, при автодороге А151, на расстоянии примерно 5 км (по прямой) к юго-востоку от Шемурши, административного центра района. Абсолютная высота — 164 м над уровнем моря.
Климат
Климат характеризуется как умеренно континентальный, с умеренно холодной снежной зимой и тёплым летом. Среднегодовая температура воздуха — 3,1 °С. Средняя температура воздуха самого тёплого месяца (июля) — 18,7 °C (абсолютный максимум — 37 °C); самого холодного (января) — −12,3 °C (абсолютный минимум — −42 °C). Среднегодовое количество атмосферных осадков составляет 530 мм.
Часовой пояс
Деревня Трёхизб-Шемурша, как и вся Чувашия, находится в часовой зоне МСК (московское время). Смещение применяемого времени относительно UTC составляет +3:00.

## Население
| 2010 | 2012 |
| ---- | ---- |
| 463  | ↗591 |

Половой состав
По данным Всероссийской переписи населения 2010 года, в гендерной структуре населения мужчины составляли 50,5 %, женщины — соответственно 49,5 %.
Национальный состав
Согласно результатам переписи 2002 года, в национальной структуре населения чуваши составляли 99 % из 522 чел.

## Известные уроженцы
- Яковлев, Валерий Николаевич (1939—2024) — советский и российский театральный актёр, режиссёр, педагог. Народный артист СССР.